# Скопосени (Хорлешти)
Скопосени (рум. Scoposeni) насеље је у Румунији у округу Јаши у општини Хорлешти. Oпштина се налази на надморској висини од 94 m.

## Становништво
Према подацима из 2002. године у насељу је живело 299 становника, од којих су сви румунске националности.